# Хомољац
Хомољац је насељено мјесто у Лици, у општини Плитвичка Језера, Личко-сењска жупанија, Република Хрватска.

## Географија
Хомољац је удаљен око 11 км сјеверозападно од Коренице. Налази се на путу према Врховинама и Оточцу.

## Историја
Хомољац се од распада Југославије до августа 1995. године налазио у Републици Српској Крајини. До територијалне реорганизације у Хрватској насеље се налазило у саставу бивше велике општине Кореница.

## Становништво
Према попису из 1991. године, насеље Хомољац је имало 46 становника, међу којима је било 44 Срба, 1 Југословен и 1 остали. Према попису становништва из 2001. године, Хомољац је имао 16 становника. Према попису становништва из 2011. године, насеље Хомољац је имало 21 становника.
| Националност       | 1991. | 1981. | 1971. | 1961. |
| Срби               | 44    | 72    | 109   | 167   |
| Југословени        | 1     |       |       |       |
| Хрвати             |       |       | 1     |       |
| остали и непознато | 1     |       | 1     | 2     |
| Укупно             | 46    | 72    | 111   | 169   |

| Демографија | Демографија | Демографија |
| Година      | Становника  | Становника  |
| ----------- | ----------- | ----------- |
| 1961.       | 169         |             |
| 1971.       | 111         |             |
| 1981.       | 72          |             |
| 1991.       | 46          |             |
| 2001.       | 16          |             |
| 2011.       |             | 21          |